# Harnysziwka
Harnysziwka (ukr. Гарнишівка) – wieś na Ukrainie, w obwodzie chmielnickim, w rejonie chmielnickim, w hromadzie Wołoczyska. W 2001 liczyła 500 mieszkańców.
W miejscowości jest przystanek kolejowy Harnysziwka.